# One Take Radio Sessions
One Take Radio Sessions är en live-EP av Mark Knopfler, utgivet 2005. Det var inspelat i Shangri La Studios i Malibu.
Albumet innehåller sju låtar från hans album Shangri-La (2004) och från hans första soloalbum Golden Heart (1996), och är egentligen endast en utökad version av The Trawlerman's Song EP med två låtar.

## Låtlista
1. "The Trawlerman's Song"
2. "Back to Tupelo"
3. "Song for Sonny Liston"
4. "Rüdiger"
5. "Boom, Like That"
6. "Everybody Pays"
7. "Donegan's Gone"
8. "Stand Up Guy"